# Amyema fasciculata
Amyema fasciculata är en tvåhjärtbladig växtart som först beskrevs av Bi., och fick sitt nu gällande namn av Dans.. Amyema fasciculata ingår i släktet Amyema och familjen Loranthaceae. Inga underarter finns listade i Catalogue of Life.